# زهير مشارقة
محمد زهير مشارقة (1938 – 23 أبريل 2007)، هو سياسي سوري شغل منصب نائب رئيس الجمهورية العربية السورية التاسع والأمين القطري المساعد لحزب البعث العربي الاشتراكي الحاكم، في الفترة ما بين 1984-2006.

## حياته وتعليمه
ينتمي مشارقة إلى عائلة سنية. حصل على درجة البكالوريوس في التربية من جامعة دمشق في عام 1961. كما حصل على درجة في القانون من جامعة حلب في عام 1968.

## الحياة المهنية
كان أول ظهور عام له كمحافظ ل حماة في عام 1973. أصبح عضواً في القيادة القطرية لحزب البعث عام 1975. لاحقا أصبح الأمين القطري المساعد لحزب البعث عين في الحكومة السورية عام 1978 في منصب وزير التربية والتعليم، وأصبح نائب الرئيس للشؤون المحلية في 11 آذار عام 1984. وكان أطول نائب رئيس خدمة في البلاد، في المنصب 1984-2006، ويعرف بشكل خاص بولائه للرئيس الأسد الأب. بعد وفاة الأسد الأب في عام 2000، تم تشكيل لجنة من 9 أعضاء للإشراف على المرحلة الانتقالية، وكان مشارقة بين أعضائها.
اختار الأسد الابن الاحتفاظ به نائبا له حتى تقاعده في عام 2006. وقد حل محله فاروق الشرع نائبا للرئيس.

## الحياة الشخصية
كان مشارقة متزوجا وله خمسة من الأولاد.

## الوفاة
مات مشارقة إثر نوبة قلبية في دمشق في 23 أبريل 2007. دُفن في حلب.